# Просвіт (Кетовський район)
Просві́т (рос. Просвет) — село у складі Кетовського району Курганської області, Росія. Адміністративний центр Просвітської сільської ради.
Населення — 3149 осіб (2010, 1884 у 2002).